# Argus As 411

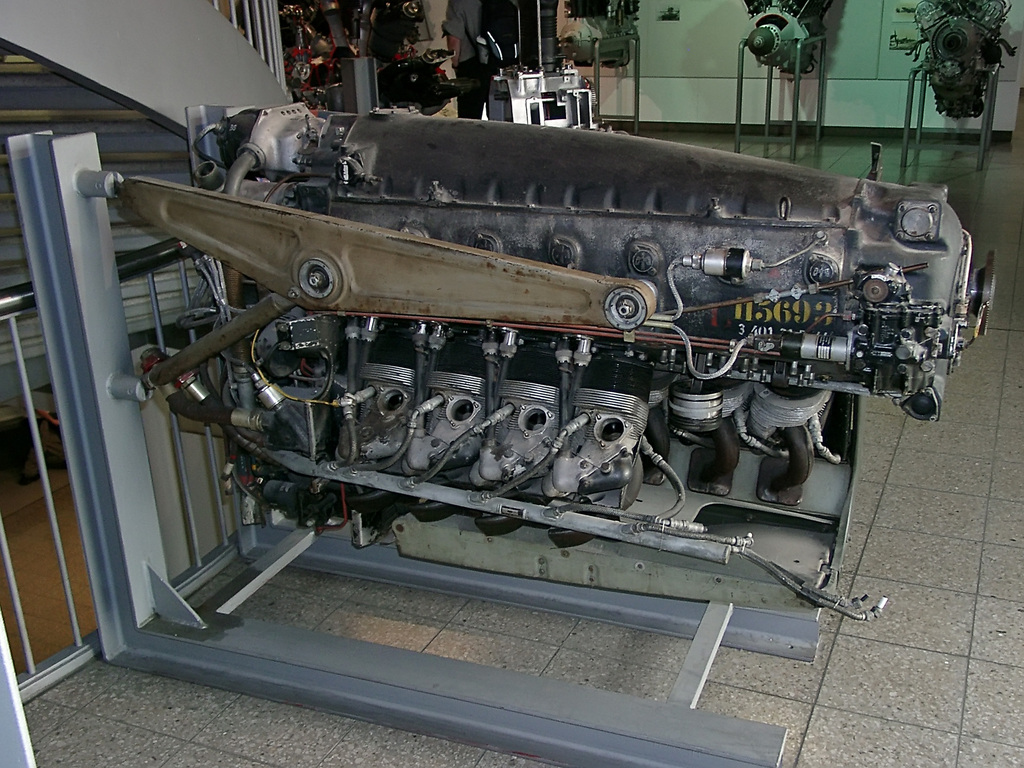
Argus As 411 A

Der Argus As 411 war ein Flugmotor des deutschen Herstellers Argus Motoren Gesellschaft, der aus dem Argus As 410 weiterentwickelt wurde.
Die Leistungssteigerung von 25 % wurde durch eine Ladedruck- und Drehzahlerhöhung erreicht. Dadurch konnte die Leistung auf 600 PS verbessert werden. Um die erhöhte Wärme abzuleiten, bekamen die Zylinder Luftleitbleche und -kanäle, welche die Kühlluft durch die als Strahlejektoren ausgebildeten Abgasdüsen beschleunigten. Dadurch konnte die Kühlleistung bei gleichem Luftwiderstand erhöht werden. Für den Ladedruck wurde die Laderübersetzung geändert. Außerdem hatten die As-410-/411-Motoren eine Einhebelbedienung, die mit Hilfe eines selbsttätigen Ladedruck- und Gemischreglers zusammen mit der Zündverstellung und dem Propellerregler den Motor immer im günstigsten Regelzustand hielten.
Nach dem Zweiten Weltkrieg wurde der Motor erst von Renault und später von SNECMA in einer Stückzahl von etwa 3000 Exemplaren noch bis in die 1960er-Jahre weitergebaut.

## Verwendung
- Arado Ar 96
- Breguet 892 Mercure (4 × 12S)
- Dassault MD 315 Flamant
- Focke-Wulf Fw 189
- Pilatus P-2
- Siebel Si 204
- Sud Ouest S.O.93

## Technische Daten As 411 A-1
| Kenngröße                  | Daten                                                            |
| -------------------------- | ---------------------------------------------------------------- |
| Typ                        | Zwölfzylinder-V-Motor mit hängenden Zylindern (Kurbelwelle oben) |
| Bohrung                    | 105 mm                                                           |
| Hub                        | 115 mm                                                           |
| Hubraum                    | 12 Liter                                                         |
| Verdichtungsverhältnis     | 6,4:1                                                            |
| Trockenmasse               | 375 kg                                                           |
| Startleistung              | 600 PS (441 kW) bei 3100/min bei 1,8 ata                         |
| Dauerleistung              | 380 PS (279 kW) bei 3100/min bei 1,35 ata                        |
| Masse-Leistungs-Verhältnis | 0,8 kg/PS                                                        |
| Volldruckhöhe              | 2.600 m                                                          |
| spezifischer Verbrauch     | 270 g/kWh (200 g/PSh)                                            |

## Quelle
- Heinz Nowarra: Die deutsche Luftrüstung 1933–1945. ISBN 3-7637-5464-4.
- Kyrill von Gersdorff, Kurt Grasmann: Flugmotoren und Strahltriebwerke. Bernard & Graefe Verlag, 1981, ISBN 3-7637-5272-2.
- Hans Giger: Kolbenflugmotoren. 1986, ISBN 3-613-01089-5.
- Flug Revue Edition Klassiker der Luftfahrt. 4/05